# Medalla Clarke
La medalla Clarke és atorgada per la Royal Society of New South Wales (Austràlia) per distingir treballs en les Ciències Naturals. Rep el seu nom en honor del Reverend William Branwhite Clarke, un dels fundadors de la Societat. La medalla "recompensa les meritòries contribucions a la geologia, mineralogia i història natural de Australàsia, i està oberta a subjectes de la ciència, tant residents a Australàsia o no". S'atorga anualment per a cadascuna de les disciplines: geologia, botànica i zoologia) feta en la comunitat australiana i els seus territoris. Cada disciplina és considerada cada tres anys.

## Premiats
- 1878: Richard Owen (Zoologia)
- 1879: George Bentham (Botànica)
- 1880: Thomas Huxley (Paleontologia)
- 1881: Frederick McCoy (Paleontologia)
- 1882: James Dwight Dana (Geologia)
- 1883: Ferdinand von Mueller (Botànica)
- 1884: Alfred Richard Cecil Selwyn (geologia)
- 1885: Joseph Dalton Hooker (Botànica)
- 1886: Laurent-Guillaume de Koninck (Paleontologia)
- 1887: Sir James Hector (geologia)
- 1888: Julian Tenison Woods (geologia)
- 1889: Robert L. J. Ellery (Astronomia)
- 1890: George Bennett (zoologia)
- 1891: Frederick Wollaston Hutton (geologia)
- 1892: William Turner Thiselton-Dyer (Botànica)
- 1893: Ralph Tate (Botànica i Geolog.)
- 1895: Premi compartit: Robert Logan Jack (geologia) & Robert Etheridge, Jr. (paleontologia)
- 1896: Augustus Gregory (Exploració)
- 1900: John Murray (Oceanografia)
- 1901: Edward John Eyre (Exploració)
- 1902: Frederick Manson Bailey (Botànica)
- 1903: Alfred William Howitt (antropologia)
- 1907: Walter Howchin (geologia)
- 1909: Walter Roth (antropologia)
- 1912: William Harper Twelvetrees (geologia)
- 1914: Arthur Smith Woodward (paleontologia)
- 1915: William Aitcheson Haswell (zoologia)
- 1917: Edgeworth David (zoologia)
- 1918: Leonard Rodway (Botànica)
- 1920: Joseph Edmund Carne (geologia)
- 1921: Joseph James Fletcher (biologia)
- 1922: Richard Thomas Baker (Botànica)
- 1923: Walter Baldwin Spencer (antropologia)
- 1924: Joseph Maiden (Botànica)
- 1925: Charles Hedley (biologia)
- 1927: Andrew Gibb Maitland (geologia)
- 1928: Ernest Clayton Andrews (geologia)
- 1929: Ernest Willington Skeats (geologia)
- 1930: Leonard Keith Ward (geologia)
- 1931: Robert John Tillyard (Entomolog.)
- 1932: Frederick Chapman (paleontologia)
- 1933: Walter George Woolnough (geologia)
- 1934: Edward Sydney Simpson (Mineralog.)
- 1935: G. W. Card (geologia)
- 1936: Douglas Mawson (geologia)
- 1937: John Thomas Jutson (geologia)
- 1938: Henry Caselli Richards (geologia)
- 1939: Carl Süssmilch (geologia)
- 1941: Frederic Wood Jones (zoologia)
- 1942: William Rowan Browne (geologia)
- 1943: Walter Lawry Waterhouse (Botànica)
- 1944: Wilfred Eade Agar (zoologia)
- 1945: William Noel Benson (geologia)
- 1946: John McConnell Black (Botànica)
- 1947: Hubert Lyman Clark (zoologia)
- 1948: Arthur Bache Walkom (Paleobotànica)
- 1949: Herman Rupp (Botànica)
- 1950: Ian Murray Mackerras (zoologia)
- 1951: Frank Leslie Stillwell (geologia)
- 1952: Joseph Garnett Wood (Botànica)
- 1953: Alexander John Nicholson (Entomolog.)
- 1954: Edward de Courcy Clarke[1] (geologia)
- 1955: Rutherford Ness Robertson[2] (Botànica)
- 1956: Oscar Werner Tiegs (zoologia)
- 1957: Irene Crespin (geologia)
- 1958: Theodore Osborn[3] (Botànica)
- 1959: Tom Iredale (zoologia)
- 1960: Austin Burton Edwards[4] (geologia)
- 1961: Charles Austin Gardner[5] (Botànica)
- 1962: Horace Waring[6] (zoologia)
- 1963: G. A. Joplin (geologia)
- 1964: Joyce Winifred Vickery (Botànica)
- 1965: M. J. Mackerras (zoologia)
- 1966: D. Hill (geologia)
- 1967: S. Smith White (Botànica)
- 1968: H. G. Andrewartha (zoologia)
- 1969: S. W. Carey (geologia)
- 1970: Gilbert Percy Whitley (zoologia)
- 1971: Nancy Tyson Burbidge (Botànica)
- 1972: H. King (geologia)
- 1973: Marshall Hatch (Botànica)
- 1974: C. H. Tyndale-Biscoe
- 1975: J. N. Jennings (geografia)
- 1976: Lilian R. Fraser
- 1977: Alec Francis Trendall (geologia)
- 1978: D. T. Anderson
- 1979: Lawrence Alexander Sidney Johnson
- 1981: W. Stephenson
- 1982: N. C. W. Beadle
- 1983: K. A. W. Crook (geologia)
- 1984: Michael Archer (paleontologia)
- 1985: H. B. S. Womersley
- 1986: David J. Groves (geologia)
- 1987: Anthony James Underwood
- 1988: Barry Garth Rolfe
- 1989: John Roberts (geologia)
- 1990: Barrie Gillen Molyneux Jamieson (zoologia)
- 1991: Shirley Winifred Jeffrey (Biolog./Botànica)
- 1992: Alfred Edward Ringwood (geologia)
- 1993: Gordon C. Grigg (zoologia)
- 1994: compartit: Craig Anthony Atkins & Barbara Gillian Briggs (Botànica)
- 1995: Christopher McAuley Powell (geologia)
- 1996: Klaus Rohde (zoologia)
- 1997: Charles Barry Osmond (Botànica)
- 1998: Richard Limón Stanton (geologia)
- 1999: Richard Shine (zoologia)
- 2000: Sarah Elizabeth Smith (Agricultura)
- 2001: Gordon H. Packham (geologia)
- 2002: R.S.Hill (Botànica)
- 2003: Lesley Joy Rogers (zoologia)
- 2004: Ian Plimer (geologia)
- 2005: Mark Westoby (Botànica)
- 2006: Anthony Hulbert (zoologia)
- 2007: Suzanne O'Reilly (geologia)